# 莫利耶尔-卡瓦亚克
莫利耶尔-卡瓦亚克（法語：Molières-Cavaillac，法語發音：[mɔljɛʁ kavajak]）是法国加尔省的一个市镇，位于该省西部，属于勒维冈区。

## 地理
莫利耶尔-卡瓦亚克（43°58'31"N, 3°34'34"E）面积7.71 平方千米，位于法国奧克西塔尼大區加尔省，该省份为法国南部沿海省份，南端濒地中海，北起顺时针与阿尔代什省、沃克吕兹省、罗讷河口省、埃罗省、阿韦龙省和洛泽尔省接壤。
与莫利耶尔-卡瓦亚克接壤的市镇（或旧市镇、城区）包括：蒙达尔迪耶、阿尔、阿韦兹、贝和埃斯帕龙、波米耶、布雷欧-马尔斯。

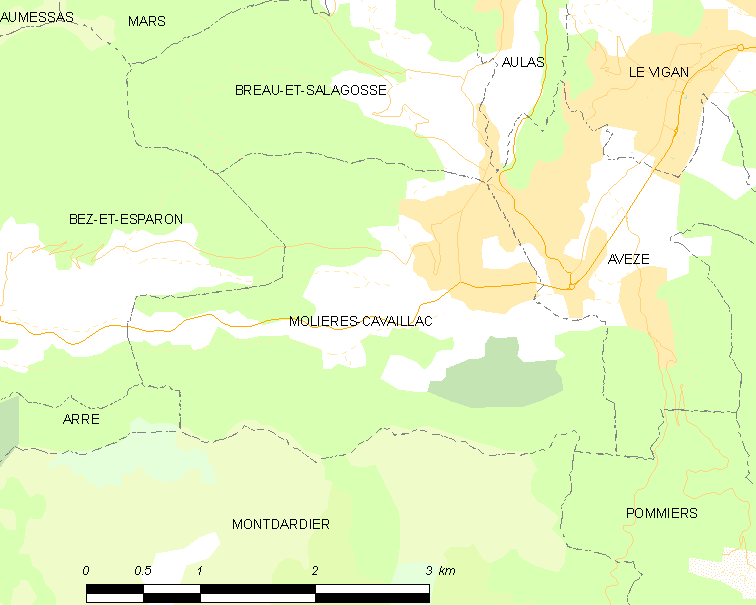
莫利耶尔-卡瓦亚克的OSM定位图

莫利耶尔-卡瓦亚克的时区为UTC+01:00、UTC+02:00（夏令时）。

## 行政
莫利耶尔-卡瓦亚克的邮政编码为30120，INSEE市镇编码为30170。

## 政治
莫利耶尔-卡瓦亚克所属的省级选区为勒维冈县。

## 人口

1962-2008年间莫利耶尔-卡瓦亚克人口变化图示

莫利耶尔-卡瓦亚克于2022年1月1日时的人口数量为903人。